# Sarsameira difficilis
Sarsameira difficilis är en kräftdjursart som först beskrevs av Smirnov 1946.  Sarsameira difficilis ingår i släktet Sarsameira och familjen Ameiridae. Inga underarter finns listade i Catalogue of Life.